# Wittenheim
Wittenheim é uma comuna francesa na região administrativa de Grande Leste, no departamento Alto Reno. Estende-se por uma área de 19,02 km². Em 2010 a comuna tinha 14 652 habitantes (densidade: 770,3 hab./km²).